# 4096 Kushiro
A 4096 Kushiro (ideiglenes jelöléssel 1987 VC) a Naprendszer kisbolygóövében található aszteroida. Ueda Szeidzsi és Kaneda Hirosi fedezte fel 1987. november 15-én.